# 황금 사중주
황금 사중주(黃金四重奏, Golden Quartet)는 축구에서 출중한 실력을 가진 4명의 선수들 한 팀에서 뛰는 경우를 비유적으로 표현하는 용어이다.
영어로는 Golden Midfield Quartet 혹은 Golden Quartet이라고 불린다.

## 어원
황금 사중주(Golden Quartet)는 제일 처음 브라질 축구 국가대표팀의 1982년 스페인 월드컵의 지쿠, 소크라치스, 파울루 호베르투 파우캉, 토니뉴 세레주 4인방을 호칭하는 용어로 알려졌는데 이 용어가 1982년 스페인 월드컵 당시 브라질 언론을 비롯 전세계 언론에서 사용되었는지는 확인되지 않고 있다.
또한 지쿠, 파울루 호베르투 파우캉, 토니뉴 세레주 이렇게 선수 은퇴 후 1990년대부터 일본에서 지도자 생활을 했기 때문에 이때 일본에서 이들을 설명하면서 새로운 용어를 만들었고 이후 한국을 비롯한 전세계로 퍼져나갔을 가능성도 배제할 수 없다.
2000년대 이후에는 확실히 영어권 기사에서도 사용은 하고 있지만 보편적인 용어는 아닌 것으로 추정되며 브라질 언론에서는 사중주(Quarteto)만 사용하는 것으로 보인다.
참고로 4인의 미드필더를 Midfield Quartet라고 표현하기도 한다.

## 역대 황금 사중주

### 브라질
- 지쿠, 소크라치스, 파울루 호베르투 파우캉, 토니뉴 세레주 (1982년 스페인 월드컵 브라질 대표팀 스쿼드 )[2][3]

### 프랑스
- 미셸 플라티니, 장 티가나, 알랭 지레스, 루이스 페르난데스 (1986년 멕시코 월드컵 프랑스 대표팀 스쿼드)[4]

프랑스에서는 "Le Carre Magique"로 (매직 스퀘어의 의미) 불림  

### 폴란드
- 로베르트 레반도프스키, 보이치에흐 슈쳉스니, 야쿠프 브와슈치코프스키, 우카시 피슈체크 (UEFA 유로 2020 폴란드 대표팀 스쿼드)[5]

## 같이 보기
- 황금 세대